# Kumba Ialá
Kumba Ialá (ur. 15 marca 1953 w Buli, zm. 4 kwietnia 2014 w Bissau) – polityk gwinejski, prezydent Gwinei Bissau od 17 lutego 2000 do 14 września 2003.

## Młodość
Kumba Ialá w latach młodości był wojskowym członkiem PAIGC (Partido Africano da Independência da Guiné e Cabo Verde), Afrykańskiej Partii Niepodległości Gwinei i Zielonego Przylądka, która walczyła o niepodległość Gwinei Bissau.
Studiował teologię i filozofię na Katolickim Uniwersytecie w Lizbonie, a następnie prawo na Uniwersytecie w Bissau. Po studiach pracował jako nauczyciel filozofii.

## Kariera polityczna w latach 90.
Ialá w 1989 został wydalany z partii PAIGC z powodu domagania się znacznie większych reform demokratycznych. 14 stycznia 1992 założył własne ugrupowanie, Partię na rzecz Odnowy Społecznej (PRS, Partido para a Renovaçao Social).
W pierwszych wyborach prezydenckich 3 lipca 1994 Ialá zajął drugie miejsce (22%), za João Bernardo Vieirą z PAIGC (46%). W drugiej turze głosowania 7 sierpnia 1994 poparła go cała opozycja jednakże przegrał z Vieirą o 4% głosów (48% do 52%).

## Prezydent 2000-2003
28 listopada 1999 w Gwinei Bissau odbyły się kolejne wybory prezydenckie po tym, jak w maju 1999 prezydent Vieira został usunięty ze stanowiska w wyniku zamachu wojskowego. W pierwszej turze głosowania Ialá zwyciężył z wynikiem 38,8% głosów, pokonując kandydata PAIGC, Malama Bacai Sanhę (23,4%). W drugiej turze głosowania, 16 stycznia 2000 łatwo pokonał rywala, zdobywając 72% głosów. Następnego dnia został zaprzysiężony na stanowisku prezydenta. W maju 2000 zrezygnował z funkcji przewodniczącego partii PRS, zachowując w niej swe wpływy.
Rządy prezydenta Iali charakteryzowały się ciągłą polityczną niestabilnością i licznymi zmianami w rządach. Między 2001 a 2003 zdymisjonowanych zostało 4 premierów. MFW z powodu złej kondycji finansowej kraju zawiesił swoją pomoc. W 2001 prezydent Ialá nie ratyfikował projektu nowej konstytucji, domagając się zwiększenia w niej uprawnień głowy państwa. W listopadzie 2002 rozwiązał parlament, zapowiadając przeprowadzenie nowych wyborów w lutym 2003. Później termin wyborów był kilkakrotnie przekładany w czasie, początkowo na kwiecień, potem na lipiec i październik 2003.

## Zamach stanu 2003
We wrześniu komisja wyborcza ogłosiła, iż niemożliwe będzie przeprowadzenie wyborów parlamentarnych, zaplanowanym w terminie 12 października 2003. Było to bezpośrednią przyczyną bezkrwawego zamachu stanu, przeprowadzonego 14 września 2003 pod przywództwem generała Veríssimo Correię Seabrę, przy znacznym poparciu społecznym. Prezydent Iala został zatrzymany i osadzony w areszcie domowym i 17 września 2003 ogłosił rezygnację z urzędu. Tymczasowym prezydentem został niezależny Henrique Rosa. 8 marca 2004 Kumba Iala został zwolniony z aresztu domowego.
25 marca 2004 w Gwinei Bissau odbyły się wybory parlamentarne, w których zwyciężyła partia PAIGC. Partia na rzecz Odnowy Społecznej zajęła drugie miejsce, zdobywając 35 miejsc w 100-osobowym parlamencie.

## Działalność po 2005
26 marca 2005 Kumba Ialá został kandydatem Partii na rzecz Odnowy Społecznej w nadchodzących wyborach prezydenckich. W pierwszej turze wyborów 19 czerwca 2005 zajął trzecie miejsce, zdobywając 25% głosów. Przed drugą turą wyborów poparł João Bernardo Vieirę, swojego dawnego rywala, startującego obecnie jako kandydat niezależny. 24 lipca 2005 w drugiej turze, Vieira pokonał Malama Bacai Sanhę z PAIGC stosunkiem głosów 52,35% do 47,65%.
Kumba Ialá po wyborach prezydenckich w 2005 wyjechał na rok do Maroka. Do kraju powrócił w październiku 2006. 12 listopada 2006 został wybrany przewodniczącym Partii na rzecz Odnowy Społecznej. W lipcu 2008 po krótkim pobycie w Maroku, ponownie wrócił do Gwinei Bissau, by zarejestrować się do wyborów parlamentarnych 16 listopada 2008. 18 lipca 2008 przeszedł na islam, przyjmując imię Mohamed Yalá Embaló. W wyborach parlamentarnych w listopadzie 2008 zwycięstwo odniosła PAIGC. Iala początkowo odrzucił wyniki wyborów i zarzucił władzom fałszerstwa wyborcze. Ostatecznie zaakceptował jednak wyniki wyborów.
Po zabójstwie prezydenta João Bernardo Vieiry w marcu 2009, wziął udział w wyborach prezydenckich. 14 kwietnia został wybrany oficjalnym kandydatem swojej partii. W pierwszej turze wyborów 28 czerwca 2009, Ialá zajął drugie miejsce, zdobywając 29,42% głosów. Pokonał Henrique’a Rosę (24,19%), lecz przegrał z Malamem Bacai Sanhą (39,59%). W drugiej turze wyborów 26 lipca 2009 Ialá przegrał z kandydatem rządzącej PAIGC, Malamem Bacaiem Sanhą, stosunkiem głosów 36,48% do 63,52%. Zaakceptował wyniki głosowania, a międzynarodowi obserwatorzy nie dopatrzyli się żadnych poważnych nieprawidłowości.